# Graziano De Luca
Graziano De Luca (Orvieto, 20 novembre 1952) è un ex calciatore italiano, di ruolo portiere.

## Carriera
Prodotto del vivaio dell'Orvietana, esordisce in Serie B nella stagione 1971-1972, collezionando 6 presenze con la Ternana e partecipando alla storica promozione in Serie A, prima assoluta di una squadra umbra nella massima categoria calcistica italiana. Viene mandato in prestito al Siena e poi alla Nocerina, prima di tornare a Terni nell'annata 1976-1977.
Nell'estate 1977 passa al Bari, dove gioca in Serie B due stagioni, e poi al Lecce, rimanendo in Salento dal 1979 al 1983. Dopo due ulteriori campionati alla Ternana in Serie C1, scende nelle divisioni minori vestendo le maglie di Poggibonsi e Colligiana.
In carriera ha collezionato complessivamente 177 presenze in Serie B.

## Palmarès

### Club

#### Competizioni nazionali
- Campionato italiano di Serie B: 1

Ternana: 1971-1972
- Campionato Interregionale: 1

Poggibonsi: 1987-1988